# Lago Sirino
Il lago Sirino è un piccolo bacino idrico naturale della Basilicata posto in una dolina carsica alle falde della montagna omonima, nel comune di Nemoli, ad un'altitudine di 788 metri sul livello del mare.

## Descrizione
Il laghetto, praticamente uno stagno, è di forma leggermente ellittica ed è forse l'ultimo residuo del grande lago pleistocenico che occupava la valle del Noce. 
Lo specchio d'acqua, anticamente molto più esteso degli attuali cinque ettari dei periodi di piena invernale, in epoca preistorica occupava il bacino lacustre del Noce, lungo l'attuale corso del fiume e si allargava a monte della cittadina di Nemoli giungendo a Lauria; da qui, passando per Trecchina, girava attorno alle falde del monte Coccovello e ai rilievi montuosi adiacenti.
Il fondale e le sponde del lago sono costituite da calcari con noduli di selce risalenti al Triassico e da diaspri policromi prevalentemente di colore rosso, grigio, marroncino e bianco, detti scisti silicei, del periodo Giurassico.
Il bacino è alimentato da sorgenti perenni e non ha un emissario visibile. La ricca flora che lo circonda è contraddistinta da ontani, olmi, castagni, pioppi, diverse specie di conifere e vegetazione palustre. Le sue acque sono popolate da una variegata fauna ittica formata da trote iridee, trota fario, anguille,  cavedani, persici reali, tinche, carpe, carassi,barbi, persici trota, scardole e alborelle. Presenti anche gli anfibi. Rientra nel territorio del Parco nazionale dell'Appennino Lucano-Val d'Agri-Lagonegrese.
In epoca feudale apparteneva all'università di Rivello; nel 1834 è passato poi nella giurisdizione di Nemoli, diventato nello stesso anno comune autonomo e indipendente da Rivello. Negli ultimi anni si sono verificati alcuni episodi di dissesto idrogeologico, caratterizzati anche dall'apertura di voragini di entità considerevole che hanno provocato l'abbassamento del livello delle acque, tali da suscitare preoccupazione tra gli abitanti della frazione omonima e all'interno dell'amministrazione comunale.
Sulle rive del lago è situata la frazione di Lago Sirino che ospita alcune iniziative turistiche ed alcuni esercizi commerciali; il luogo è raggiungibile in breve tempo dall'autostrada A2 Salerno–Reggio Calabria (Lagonegro Nord/Sud e Lauria Nord), che lo sovrasta, attraverso la Strada provinciale ex Strada statale 19 delle Calabrie passante da sud per la frazione di Pecorone di Lauria. Lungo il perimetro del lago è presente una stradina di 1 km indicata come ciclostrada; nelle immediate vicinanze c'è anche un'area camper.